# Аджиджа (комуна)
Аджиджа (рум. Agigea) — комуна у повіті Констанца в Румунії. До складу комуни входять такі села (дані про населення за 2002 рік):
- Аджиджа (4078 осіб)
- Лазу (1032 особи)

Комуна розташована на відстані 203 км на схід від Бухареста, 9 км на південь від Констанци.

## Населення
За даними перепису населення 2002 року у комуні проживали 5482 особи.
Національний склад населення комуни:
| Національність   | Кількість осіб | Відсоток |
| ---------------- | -------------- | -------- |
| румуни           | 4973           | 90,7%    |
| татари           | 439            | 8,0%     |
| турки            | 48             | 0,9%     |
| угорці           | 5              | 0,1%     |
| росіяни-липовани | 4              | 0,1%     |
| цигани           | 3              | 0,1%     |
| німці            | 1              | < 0,1%   |
| болгари          | 1              | < 0,1%   |

Рідною мовою назвали:
| Мова       | Кількість осіб | Відсоток |
| ---------- | -------------- | -------- |
| румунська  | 5029           | 91,7%    |
| татарська  | 400            | 7,3%     |
| турецька   | 36             | 0,7%     |
| угорська   | 3              | 0,1%     |
| російська  | 3              | 0,1%     |
| словацька  | 1              | < 0,1%   |
| болгарська | 1              | < 0,1%   |

Склад населення комуни за віросповіданням:
| Релігія                                       | Кількість осіб | Відсоток |
| --------------------------------------------- | -------------- | -------- |
| православні                                   | 4792           | 87,4%    |
| мусульмани                                    | 490            | 8,9%     |
| п'ятдесятники                                 | 114            | 2,1%     |
| римо-католики                                 | 32             | 0,6%     |
| баптисти                                      | 19             | 0,3%     |
| адвентисти                                    | 8              | 0,1%     |
| греко-католики                                | 4              | 0,1%     |
| лютерани (Синодально-пресвітеріанська церква) | 4              | 0,1%     |
| старообрядці                                  | 2              | < 0,1%   |
| реформати                                     | 1              | < 0,1%   |
| не вказали релігію                            | 12             | 0,2%     |